# Silene repens
Silene repens là loài thực vật có hoa thuộc họ Cẩm chướng. Loài này được Patrin miêu tả khoa học đầu tiên năm 1805.